# Dan Gore
Daniel Lewis Gore (Prestwich, 2004. szeptember 26.) angol utánpótlás-válogatott labdarúgó, középpályás, a Manchester United játékosa, de kölcsönben a Rotherham United színeiben szerepel.

## Pályafutása

### Klubcsapatokban

#### Manchester United
Nyolc éves korában a Burnley-ben kezdte a labdarúgást, 2018-ban csatlakozott a Manchester United akadémiájához. A 2021–2022-es szezonban tagja volt az FA Youth Cup-győztes csapatnak, amely a döntőben a Nottingham Forestet győzte le 3–1 arányban. A 2022–2023-as szezonban az év legjobb akadémista korú játékosának választották, így megkapta a Denzil Haroun-díjat. 2023 augusztusában került fel az első csapat keretéhez, előbb a Ligakupában, majd augusztus 26-án a Nottingham Forest elleni Premier League-találkozón is a kispadon foglalhatott helyet. Egy hónappal később, a Crystal Palace elleni Ligakupa-találkozón mutatkozott ber a felnőttek között. A Premier League-ben december 26-án debütált az Aston Villa ellen; a 94. percben állt be Christian Eriksen helyére.
2024 januárjában a harmadosztályban szereplő Port Vale vette kölcsön a szezon hátralevő részére. Január 27-én a Portsmouth ellen mutatkozott be a Vale Parkban, de egy combsérülés, miatt vissza kellett térnie a Unitedhez a rehabilitációra. 2024 júniusában vállműtéten esett át. A 2024–2025-ös szezon második felére kölcsönben leszerződtette a Rotherham United, majd a 2025–2026-os idényre újra a harmadosztályú csapathoz igazolt, ugyancsak kölcsönbe.

## Sikerei, díjai
Manchester United
- FA Youth Cup-győztes: 2021–22

Egyéni
- Denzil Haroun-díj az év akadémiai játékosánakː 2021–22[5]